# Friedrich Nietzsche
Friedrich Nietzsche (Röcken, Német Szövetség, 1844. október 15. – Weimar, Német Birodalom, 1900. augusztus 25.) német klasszika-filológus, egyetemi tanár, filozófus. Ismert még aforisztikus stílusban alkotó költőként, illetve zeneszerzőként is.
Nietzsche mindig is vitatott gondolkodónak számított. Filozófiája, művészetfelfogása rendkívül nagy hatású, sok szerzőt, művészt megihletett.
Életfilozófiájával az individualizmus képviselője, az egzisztencializmus egyik előfutára Kierkegaard és Schopenhauer mellett. Kritizálta a korabeli értékrendet, különösen a kereszténységet, a szocializmust és a darwinizmust. Különc zseniként került be a történelembe. Szenvedélyes elkötelezettség, radikális újítási akarat, nyelvi mágia jellemzi munkásságát.
A vallást hazugságnak tekintette az emberen túli ember szemszögéből nézve, a részvétet a tömegmorál jelének (jobban mondva a tömegmorállal való megalkuvásnak). A részvét az, ami szerinte tönkreteszi az erős embert, aki magasabb célok felé tekintve ki van téve annak a veszélynek, hogy az emberi szenvedés láttán képtelen követni elhatározását. Tagadta az akkor fennálló államrend és -szerkezet jogosultságát a néptömegek vezetésében. Az uralomra termett, erős ember ideálját hirdeti.
Nietzsche gondolatai könnyen félreérthetőek, amennyiben olyasvalaki értelmezi őket, aki a sok helyütt prófétai dühöt és indulatot mutató szöveget a metaforákon túl, szó szerint veszi, és a valóságban is megvalósításra alkalmasnak gondolja (ez persze nem zárja ki azt, hogy Nietzsche maga csak gondolati szinten foglalkozott bizonyos értelemben ezekkel az elképzelésekkel). Másrészt nem szabad elfelednünk, hogy Nietzsche nagy részben az akarat filozófusának tekintendő, és az önmegvalósítás szubjektivitásától a szellemi élmények útján át az akarat jelenléte többet nyom a latban, mint egy szó szerint veendő, materiális valóságra irányuló kijelentés.

## Élete

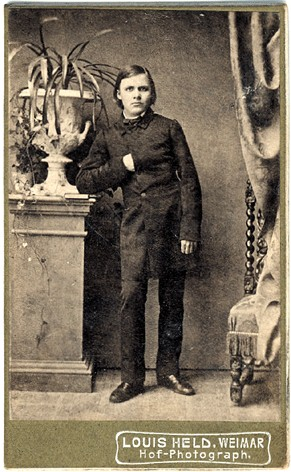
Nietzsche 1861-ben

Németországban, a Lützen melletti Röckenben született, protestáns lelkészi családban 1844. október 15-én. Nietzsche ötéves korában édesapja meghalt. A család a haláleset után hamarosan Naumburgba költözött.
Az iskolában kitűnt képességeivel a többi gyerek közül – tízévesen zenét komponált és verseket írt –, ezért tanárai ingyen továbbtanulásra javasolták a híres schulpfortai intézetbe. 1858 októbere és 1864 szeptembere között járt gimnáziumba a Naumburg melletti Schulpfortában.
Átfogó klasszikus képzést kapott, és itt találkozott először Wagner zenéjével.
Ezekben az években beletemetkezett az antik irodalomba és a romantikus költészetbe, és ekkortájt kezdett eltávolodni a kereszténységtől.
1864-ben beiratkozott a bonni egyetemre, és klasszika-filológiát, művészettörténetet és egyháztörténetet tanult. Később átiratkozott a lipcsei egyetemre, ahol a Theogniszról készült írásai felhívták rá tanárai figyelmét. Már tanulmányainak befejezése előtt, 1869-ben meghívták a bázeli egyetemre tanárnak.
Május 17-én látogatta meg először Wagneréket a Luzern melletti Tribschenben. A bázeli egyetemen május 28-án tartotta meg székfoglaló előadását Homérosz és a klasszika-filológia (Homer und die klassische Philologie) címmel. Ekkor kezdődött kapcsolata Jacob Burckhardttal.
Az élethez és művészetekhez való viszonya radikálisan megváltozott, miután elolvasta Schopenhauer fő művét, a Világ mint akarat és képzet-et, de Wagner zenéje is mély benyomást tett rá, sőt Wagnerhez baráti viszony is fűzte. Schopenhauer az addigi nyugati filozófiával ellentétben nem az észt állította a létezés középpontjába, hanem az akaratot, amely az észt csak mint puszta eszközt használja. Innen ered a nietzschei „hatalom akarása" motívum. Ugyanakkor megjegyzendő, hogy már a korai írásokban sok fejtegetés és boncolgatás arra utal, hogy a fiatal Nietzsche már akkor sem békélt meg a schopenhaueri akarat fogalmának statikus 'voltával' – jelesül később azt veti szemére Schopenhauernek, hogy nem adott magyarázatot az akarat fogalmára, hiszen az akarat magában már valami után való akarat, amelyet Schopenhauer sem tagad, de ő a kanti magánvalóval való viszonya miatt az akaratot túlságosan axiomatikusan fogta fel. Innen ered a hatalom akarása gondolatilag, de Nietzsche megfogalmazásában pontosan az ellentéte a schopenhauerinek. És végül ez nem azt jelenti, hogy nincsenek közös vonások a két akaratfelfogás között.
1870 márciusában kinevezték rendes professzornak. Augusztustól önkéntes betegápolóként részt vett a porosz–francia háborúban. Súlyosan megbetegedett. Októberben visszatért Bázelbe. Életre szóló barátságot kötött Franz Overbeck teológussal.
1872 februárja és márciusa között előadás-sorozatot tartott Művelődési intézményeink jövőjéről (Über die Zukunft unserer Bildungsanstalten) címmel, amely csak hátrahagyott írásaival jelent meg. Ebben az évben jelent meg A tragédia születése című munkája. Nietzsche szakított az addigi filológiával – a kor nem kis megdöbbenésére –, és új elképzelésekkel állt elő. Új elképzelése nem aratott sikert a kor filológusai közt, így Nietzsche filológiai pályafutása igen rövidre sikerült. Egyetemen meghirdetett óráira nem jelentkeznek diákok, egészségi állapota romlani kezdett.
1873-ban megírta első korszerűtlen elmélkedését: David Strauss, a hitvalló és író (Unzeitgemäße Betrachtung: David Strauß, der Bekenner und der Schriftsteller) – Hans-Joachim Köhler Wagner sugallatát mutatja ki a mű élesen támadó hangvétele és megírásának célja mögött –, majd 1874-ben a második korszerűtlen elmélkedést: A történelem hasznáról és káráról az élet számára (Vom Nutzen und Nachteil der Historie für das Leben). A filozófia a görögök tragikus korszakában (Die Philosophie im tragischen Zeitalter der Griechen) című töredék csak a hátrahagyott írásokkal jelent meg.
Még 1874-ben elkészült a harmadik korszerűtlen elmélkedés: Schopenhauer mint nevelő (Schopenhauer als Erzieher).
1875–1876 között vetette papírra a negyedik korszerűtlen elmélkedést: Richard Wagner Bayreuthban (Richard Wagner in Bayreuth) címmel.
Egészségi állapotára hivatkozva otthagyta az egyetemi katedrát, és ettől kezdve 1888-ig szüntelen vándorlásban élt Olaszország és Franciaország között.
1876 és 1878 között készült az Emberi, túlságosan is emberi című műve. Ebben a műben bontakozik ki először Nietzsche teljes szellemi személyisége: nem engedi magát visszatartani semmilyen előítélettől, semmilyen gondolati következménytől.
1878. január 3.: Wagner utolsó küldeménye Nietzschének, a Parsifal. Májusban Nietzsche elküldte Wagnernak az Emberi, túlságosan is emberi című művét, utolsó levelének kíséretében.
1880–1881 között megírta a Hajnalpír-t. Nietzsche az első nyarát töltötte Sils-Mariában. November 27-én először hallotta Bizet Carmenjét Genovában. Nietzsche az „egyre veszélyesebb kíváncsiság" útját járta, következő műve a Vidám tudomány (Die fröhliche Wissenschaft). 1883 februárjában Rapallóban megszületett az Imígyen szóla Zarathustra (Also sprach Zarathustra) első része, amelyet a nietzschei munkásság fő művének szoktak tekinteni.
1884 januárjában Nizzában elkészült a Zarathustra harmadik része, és még ebben az évben meg is jelent.
Augusztusban Heinrich von Stein meglátogatta Sils-Mariában. Ez év novemberétől 1885 februárjáig Menton-ban és Nizzában írta meg a Zarathustra negyedik részét, ami 1885-ben magánkiadásban jelent meg. A Zarathustra megírása után betegsége egyre inkább kezdett eluralkodni rajta, egyre felfokozottabb izgalmi állapotban dolgozott a minden értékek átértékelésén.

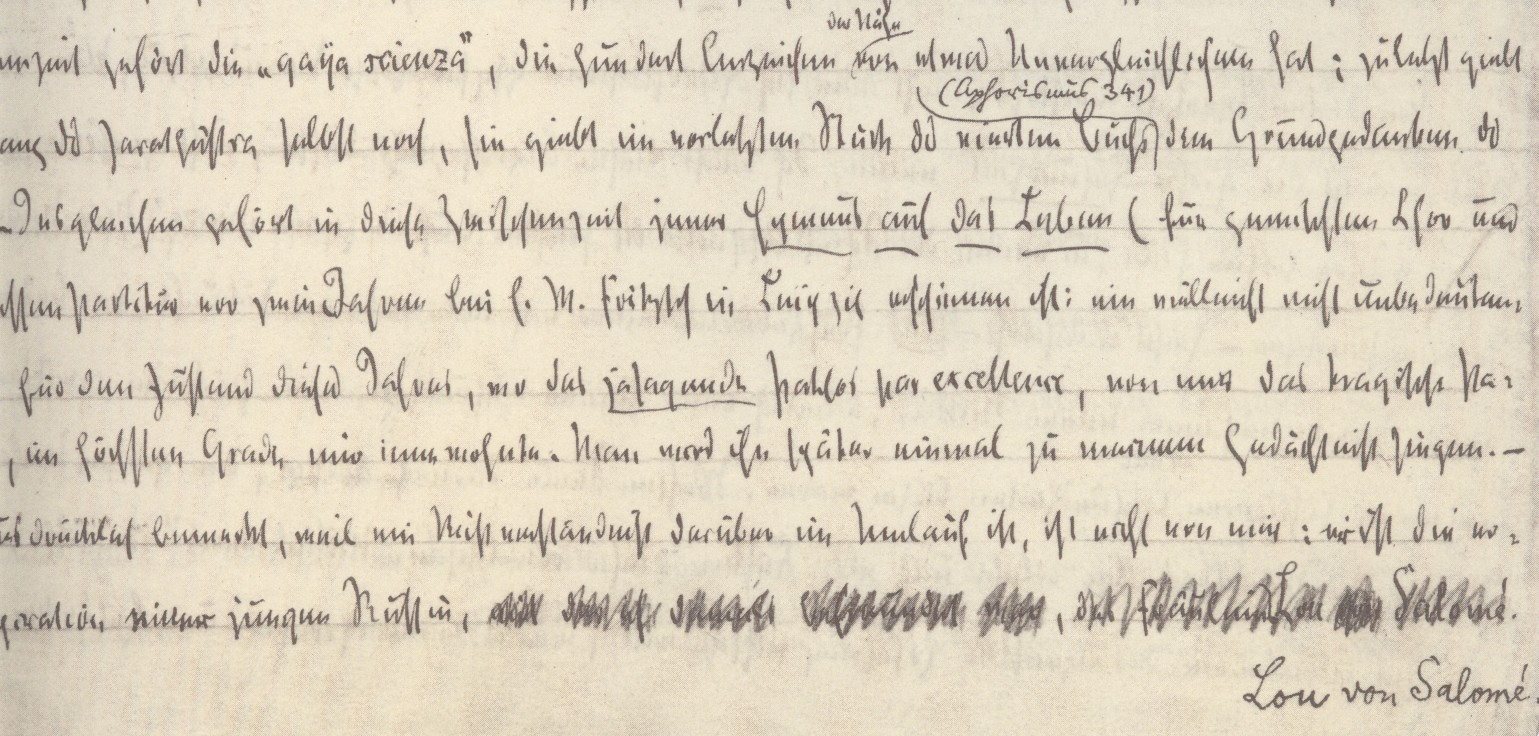
Az Ecce homo kézirata

Utolsó periódusában megjelent fontosabb munkái: Túl Jón és Rosszon (1886), A morál genealógiája (1887), A Wagner-ügy (1888), Bálványok alkonya (1889).
Összeomlása után jelent meg Az Antikrisztus és legvégül az Ecce Homo című önéletrajzi jellegű műve.
1889. január elején Torinóban bekövetkezett Nietzsche szellemi összeomlása. Ehhez kapcsolódik egy híressé vált esemény: január 3-án, Nietzsche torinói lakásából kilépve egy lovaskocsira lett figyelmes. A kocsi elé kötött ló megmakacsolta magát, mire a kocsis ostorral ütlegelni kezdte. A filozófus odalépett a lóhoz, majd hatalmas zokogásban kitörve átölelte. Miután szolgája hazavitte, ágyba tette Nietzschét, aki innentől kezdve élete hátralévő tíz évét némán, szellemi leépülésben töltötte. Tébolyult leveleket és táviratokat címzett barátaihoz és idegenekhez egyaránt, amelyeket hol „Dionüszoszként", hol a „Megfeszítettként" írt alá. Teljes szellemi összeomlása után édesanyja, majd anyja halála után húga gondozta 1900-ig, amikor Nietzschével – csaknem tizenkét év szellemi elborultság és fokozatos bénulás után – Weimarban végzett a szifilisz késői stádiumaként fellépő agysorvadás.
Röckeni (ma Lützen része) sírját egy épülő szénbánya miatt akarták eldózerolni, úgy tűnik, ez a terv meghiúsult.

## Munkássága
Nietzsche munkássága három egymáshoz kapcsolódó alkotói periódusra tagolható.

### Első periódus (1869–1876)

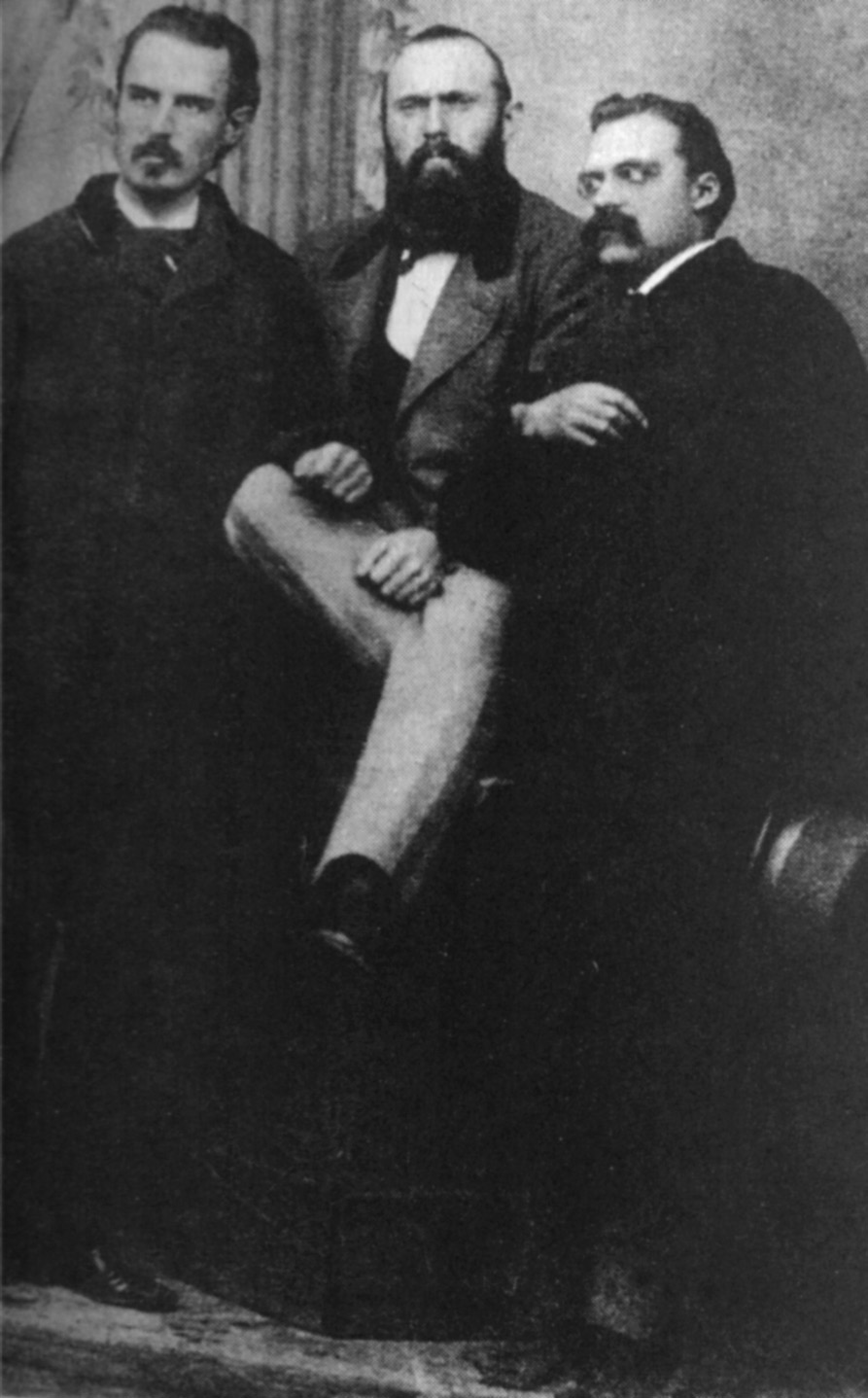
1871. október Balról: Erwin Rohde, Carl von Gersdorff és Friedrich Nietzsche

,Az első periódus művei: A tragédia születése (1872), Korszerűtlen vizsgálódások (1878).
A tragédia születésében Nietzsche a teoretikus, nyugati ember kudarcáról számol be, aki elfeledkezik az önmegismerés függetlenségéről.
Új mitológiát kell teremteni, hogy a modern művészet visszanyerje elvesztett középpontját. Nietzsche a művészet fejlődésében felfedezi az apollóni és a dionüszoszi jelleg, a képalkotó és a nem szemléletes művészet kettősségét. Az egyik az álom, a másik a mámor birodalma; mindkettő túl van a köznapi valóságon és annak mimetikus megjelenítésén. A napsugaras Apollón a látszatteremtés és a plasztikus formaadás istene; a megittasultan tántorgó Dionüszosz a látszatokat és a formákat bontó, magával ragadó zenéé. Az egyik az olimpuszi istenekhez méltó és a harmónia patrónusa, a másik jószerivel barbár, alvilági erőket felszabadító hatalom: életeleme a mértéktelenség. Dionüszosz ebben az értelmezésben valóban egy új mitológia központi alakja; az általa „pártfogolt" művészetben az emberi létezés éjszakai oldala, az ösztönéletnek az ész által be nem világított mélysége fejeződik ki. S ahogyan a görög művészet csak az apollói és a dionüszoszi elv sajátos együttműködéséből vált esztétikai eszményképpé, úgy a kultúra megújhodása is csak a filiszteri optimizmus meghaladásától remélhető.
Mind a zene, mind a tragikus mítosz egyformán a nép dionüszoszi képességének kifejeződése, így hát egyik a másiktól elválaszthatatlan. Mindkettő a keserűséggel játszik, bízván mértékfeletti művészi varázsában; s e játékával mindkettő a „világok legrosszabbikának" létezését is igazolja. Ezen bevallottan schopenhaueri gondolatát később Nietzsche maga is felülvizsgálta, és a moráltól való távolodása során, egyre inkább esztétikai szempontokat figyelembe véve, éppen amellett foglalt állást, hogy a létező világot semmilyen belső szubjektív vagy külső (jelen esetben a kereszténység által feltételezett túlvilág) ítélet nem bélyegezheti meg morálisan. Ezzel visszatért kerülő úton ahhoz a korai, Hérakleitosz gondolataiból átvett megfontoláshoz, hogy a világ egy játékszerű ártatlanságban leledzik. A késői Nietzsche ekkor már Dionüszosz elsőbbségét hangoztatta a korábbi ellentétpárt helyettesítve.
Ami Schopernhauernél a képzet, az Nietzschénél az apollóni; ami Schopenhauernél az akarat, az Nietzschénél a dionüszoszi. Azonban a nietzschei akarat szenved, és legjobban nem-akarni akar. Szenvedésében sugározza ki magából a képeket, meg akar magától szabadulni, és ennek a menekülésnek az eredménye a képzet. Ha ez az akarat menekül az akarás elől, akkor az akarat tagadásából származnak a képzetek, a tagadás még az idealizmus öröksége. Au contraire, Dionüszosz affirmálja a szenvedést, igent mond rá, kacag rajta.

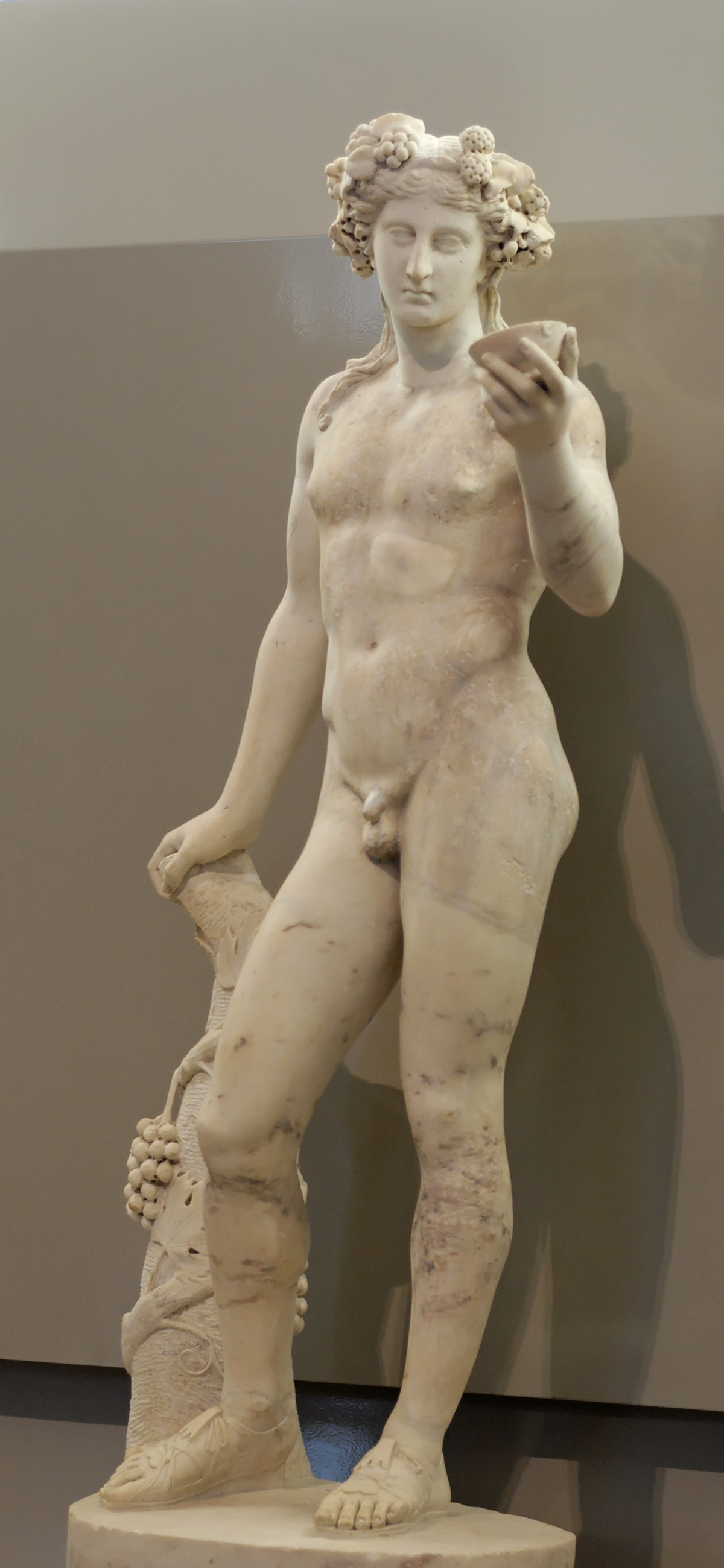
Dionüszosz

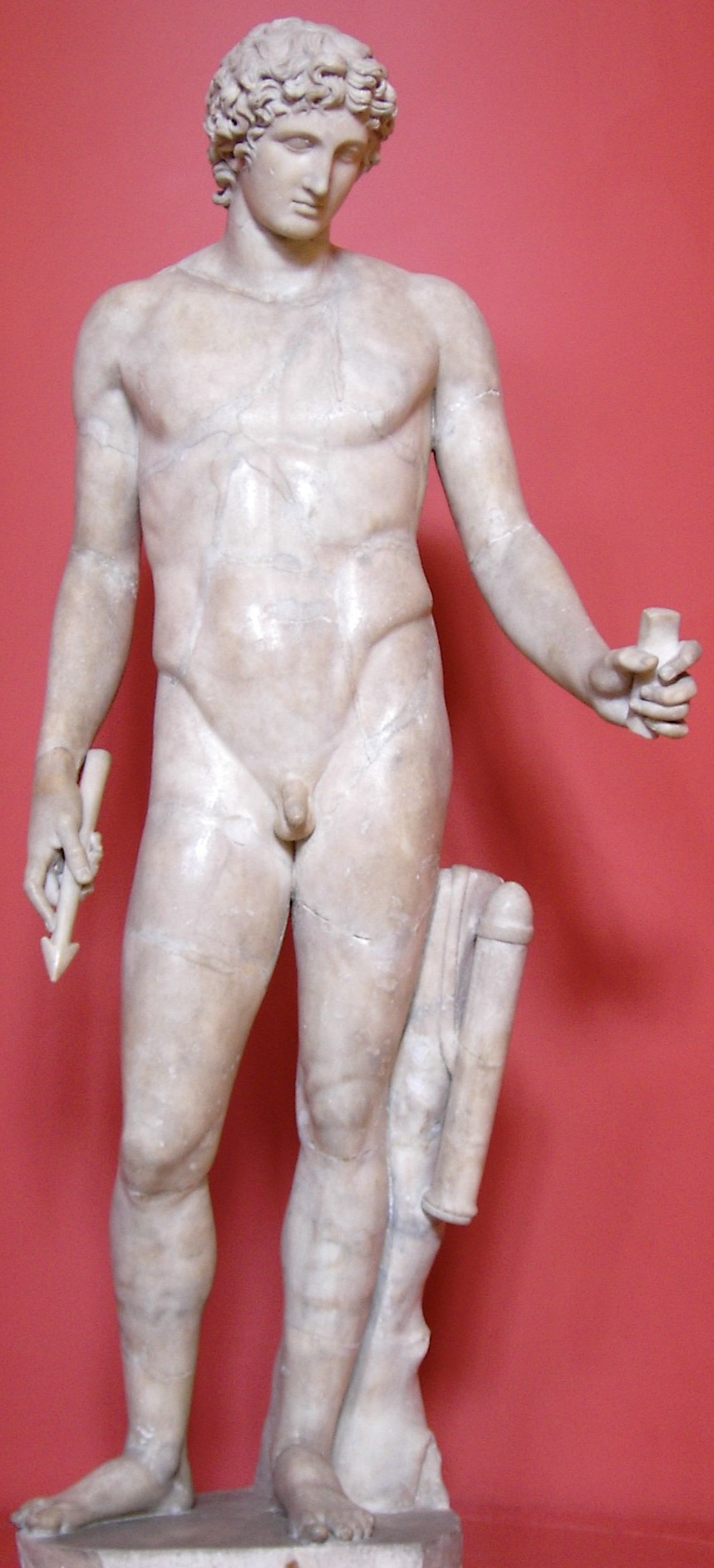
Apollón

Nietzsche szerint minden ember művész: az ember ennek a két erőnek a megelőzöttségében van. Ez a színjáték nem a tudat színpadán játszódik, az ember nem nézője ennek. Az ember megistenülése nem egyfajta nézői pozícióba való felülemelkedés. Az ember eredete az a lét, amit az emberről olvasunk le; ennek az olvashatósága éppúgy Apollón és Dionüszosz harca az emberen belül, mint mindenhol máshol. Ez a harc megelőz minket, a mi individuációnk is ennek a harcnak az eredménye. Nietzschénél az ember is csak esztétikailag igazolt. A lét feltárása az emberen keresztül történik. A görögöknél olyan erős volt eleinte az apollóni hatás, hogy Dionüszosz nem tudott felszínre törni. Apollón azonban nincsen meg soha Dionüszosz nélkül, amíg ellenkezőleg ez simán elképzelhető. A görögök azzal verték át a világot, hogy bennük nem az arányérzék volt nagy, hanem az elfojtás, amivel Dionüszoszt elfojtották.
A mitológiában az istenek győzik le a titánokat, akik mindent fenyegetnek. A tragédia azért eggyel magasabb szint, mert ezt az isteni győzelmet egy ember viszi véghez. Miért van az, hogy mindig Prométheusz és Oidipusz viszik véghez ezt a győzelmet? Ők Dionüszosz maszkjai: a tragikus korszak két szélsőségét, a kezdetét és a végét jelzik. A görögöknek viszont még így is túl sok a borzalom: létre kell hozni egy szuperapollóni struktúrát, ami a filozófia lesz. Apollón visszaszivárog Dinoüszoszba, ehelyett a ratio, az értelem struktúrája kerekedik felül, a világ pedig a továbbiakban a dionüszoszi és a szókratészi harcának színtere lesz.

### Második periódus (1876–1882)

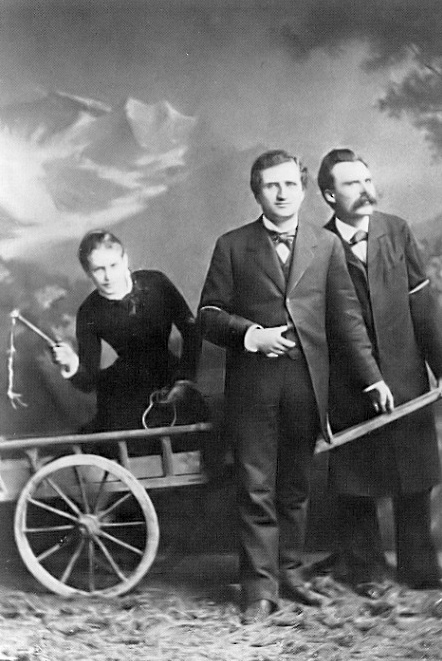
Lou Andreas-Salomé, Paul Rée és Nietzsche, 1882

Nietzsche filozófiájának ezt a korszakát „a délelőtt filozófiájaként” ismerjük. Négy mű maradt fenn ebből a korszakból: Emberi, túlságosan emberi (I. és II. rész), a Hajnalpír és a Vidám tudomány.
Ebben a korszakban szakított a kereszténységgel. A kereszténység számlájára rótta fel az emberi nem elpuhulását, a túlvilággal való hitegetést. De főleg azt sérelmezte, hogy a keresztények nem aszerint élnek, amit hitükben vallanak. Ez a meghasonlás a Vidám tudományban, az istenkereső bolond személyében csúcsosodik ki: a bolond ember egy lámpással az utcán rohangálva azt kiabálja: „Isten halott! És mi öltük meg őt!”
Isten halálával a létező elveszti az egységes elvet, amiből az értelme és az értéke megkonstruálható volna. Két érték harca látszik ebben, ez a történelem egyik sorsfordító eseménye: szimptómája a régi értékek elpusztulásának, és kezdete egy új értéktételezésnek.
Az Emberi, túlságosan is emberi című művében a férfi és a nő viszonyát elemzi: „a nő a dekadens típusokkal, a papokkal együtt mindig is összeesküdött a »hatalmasok«, az »erősek«, a férfiak ellen”. A nő mindig eltulajdonítja a gyermekeket a jámborság, a részvét, a szeretet kultuszára – az anya képviseli meggyőzően az altruizmust. Ezen a ponton úgy mutatja meg magát a nő, mint a nihilizmus megtestesítője.
Nietzsche kétféle nőt és kétféle, ennek a különbségtevésnek megfelelő női dialógusformát különböztet meg egymástól. Az első csoportba azok a nők sorolhatók, akik szemben állnak az Álarcok című feljegyzésben megnevezett „egyes nők” megjelölés alá vonható nők csoportjával. Az első csoportba sorolható nő barát, de olyan barát, aki már levetette vagy el sem nyerte az érzékiség fátylát, amely meghatározza sorsát a férfival való viszonyban. A „nőbarát” egy kasztrált, „Isten és az Állat szomszédságából” kiemelt lény, aki már nem képes elcsábítani a férfit. Vele szemben a második csoportba tartozó nő „a színlelés szakértője”. Nietzsche nem minden szarkazmus nélkül írja, hogy a becsapott, labirintusba vesző férfiak a nők „kinyilatkoztatásait még hosszú idővel elhangzásuk után is szibillai jóslatokként értékelik és értelmezik”.
De miről ismerhető fel a labirintusépítő nő? Az ilyen nő ismertetőjegye a beszélgetésre való képtelenség, mondja Nietzsche. Nietzsche szerint a nővel való beszélgetés és az ennek nyomán kibontakozó barátság alapja a test nem-játéka, nem-feltűnése: „Az asszonyok nagyon is köthetnek barátságot férfival; ám nem árt egy kis fizikai ellenszenv, ha őszintén ki akarnak tartani a barátság mellett.”
A nemek között kiépíthető harmonikus kapcsolat alapja: a beszélgetésre való képesség türelmes gondozása, amelyet ebben a játékban mindazonáltal továbbra is a férfi, egy fallogocentrikus hagyomány nő-képe irányít: „A házasságban minden egyéb” – a testjáték – „átmeneti csupán, a kapcsolat nagyobb része viszont beszélgetéssel telik el”.
A Vidám tudományban Nietzsche így fakad ki: „a férfiak rontják meg a nőket (…), mert a férfi alkot képet a nőről és a nő e kép szerint alakul”. De miért kényszeríti a „klasszikus férfi” maszkjátékra a nőt? Nem az lenne a célja, hogy megsemmisítsen minden maszkot, leromboljon minden nemigazság-labirintust? Ez a maszkjáték a Vidám tudomány feljegyzéseiben belső kapcsolatban van a szemérem fogalmával: a nők varázsereje és óriási hatalma a filozófussal szólva abban áll, hogy ez egy távolba ható erő, actio in distans. Ehhez azonban, elsősorban és mindenekelőtt a distancia tartozik.

### Harmadik periódus (1883–1888)

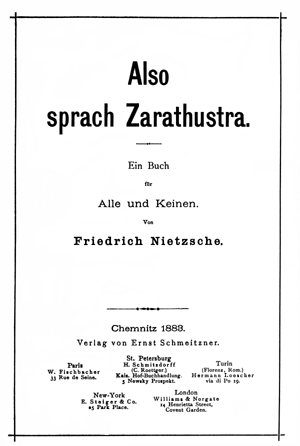
A Zarathustra első kiadása (német)

Ez az Imígyen szóla Zarathustra korszaka. De ebben a periódusában írta A hatalom akarása (Der Wille zur Macht) feljegyzéseit, a Túl jón és rosszont, A morál genealógiáját, a Bálványok alkonyát és a Wagner-ügyet is.
Nietzsche az emberfölötti embert hirdette, akit szembe állított a csordával, a "tömeg-emberekkel". Az emberfeletti ember (emberen túli ember) (az Übermensch) jellemzői: erős, bátor, derék, hatalmas, szabad, kíméletlen – és ritka. A csorda emberei gyengék, gyávák, szolgaiak, behódolók, szánakozók és nagyon sokan vannak.
Nietzsche harmadik periódusának másik lényeges tanítása az örök visszatérés (Ewige Wiederkunft) gondolata. Ezt Nietzsche legrejtettebb gondolataként tartotta számon, és a zarathustrai kinyilatkoztatás metaforikus színezete mellett csak a fennmaradt töredékekben foglalkozott vele tudományos megközelítéssel. A gondolat vagy tan fontos eleme az ún. kiválasztó jellege, amely arra hivatott, hogy az ember saját életét annak megfelelően élje le, hogy azt akárhányszor ugyanúgy képes legyen újraélni, ha lehetősége lenne rá.
Ugyancsak e periódus lényeges eleme a hatalom akarása (Wille zur Macht) eszméje. E tanítás szerint az egész világ nem más, mint hatalomra törő akarat, és minden egyes ember is egy-egy hatalomra törő akarat.

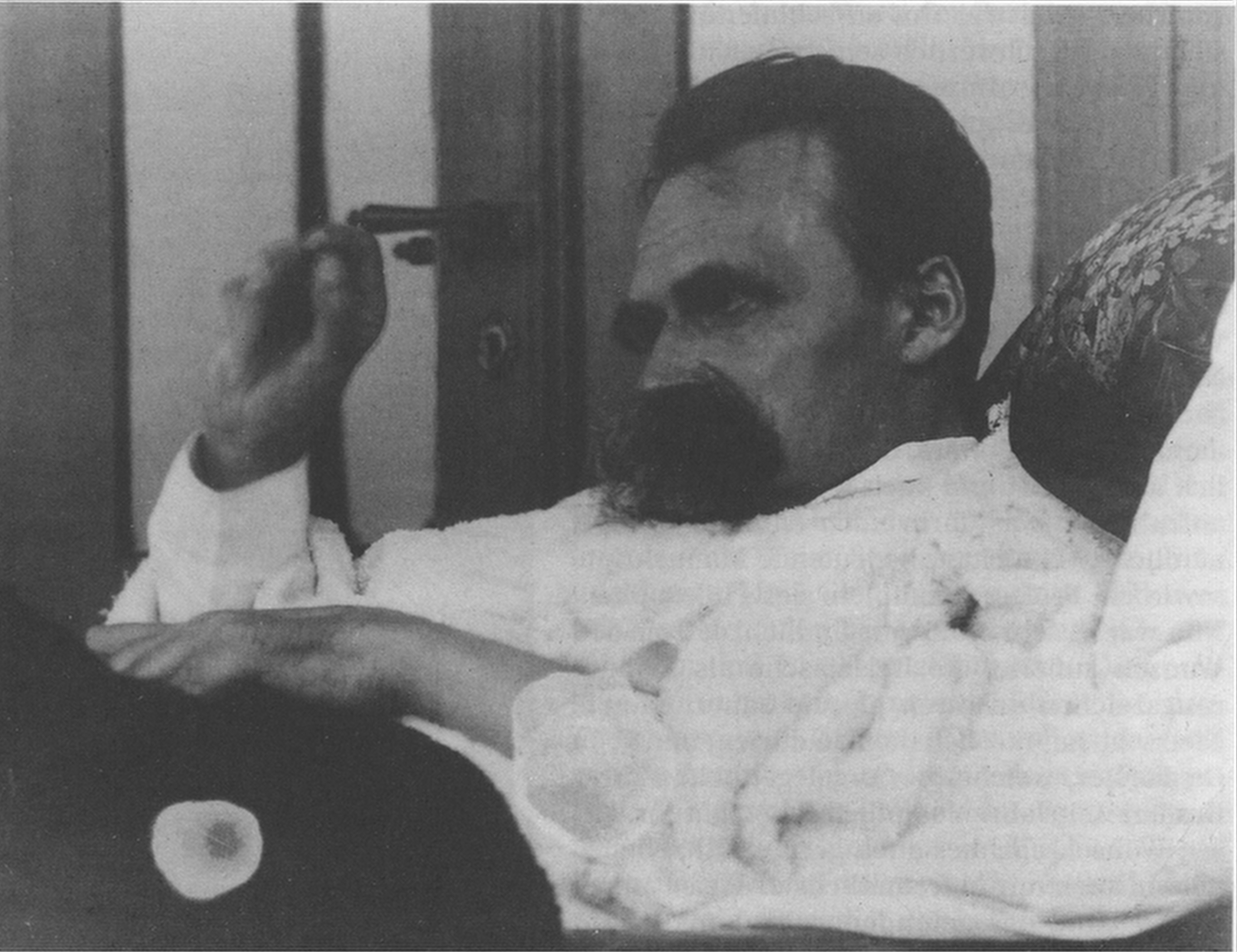
Az összeomlás után

Az értékek átértékelésében a következőket írja: az ember nem hisz többet azokban az értékekben, amiket nem önmaga hozott létre. A Nyugat kétezer éves történelmében Isten egy világon felüli értékcentrumként adódott, ennek az volt a hátránya, hogy Isten akadály volt az ember szabadságának kiteljesedése előtt. A kérdés, hogy van-e külső referenciális értelem abban, amit a világnak nevezünk, ami a Nyugat történelmét alakította? Miben állt Isten hatalma a létező fölött? Az, hogy ő teremtette. Kétezer éven át ő sajátította ki a létezőt, neki volt joga azt értelmezni. Garantálta, hogy az ő rendje működni fog, ő volt az a domináns erő, ami a világ értelmezésében mértékadó volt. Azonban ha Isten halott, akkor mit jelent embernek lenni? Ha kétezer évig mint teremtményt láttuk magunkat, akkor a temetés után hova menjünk haza? Annak a korszaknak vagyunk az elején, amikor egy bizonyos fajta ember, perspektíva, erő  kell, hogy irányadóan hatalmat gyakoroljon a létező fölött, újradefiniálva a maga helyét a létező totalitásában. Isten halálával felkel a vágy, hogy újradefiniáljuk az ember-létet a létező totalitásával szemben.

## Nietzsche és az ateizmus
Nietzschét egyes akadémikusok kivételével a legtöbben ateistának tartják.
Nézetei a vallásokról erősen kritikusak voltak, a 19. századi ateizmus egyik legfontosabb alakja és megnyilatkozásai (például ismert szállóigéje, hogy „Isten halott”) miatt az ateisták fontos jelképüknek tartják. Ő magát egyértelműen ateistának vallotta.
A hatalom akarása című művében – a 132. feljegyzésben – a következőket írja: „Mi, jó európaiak! Mi tüntet ki bennünket a hazák jó fiaival szemben? – Először is: ateisták és immoralisták vagyunk, ám jelenleg támogatjuk a csordaösztönök vallásait és moráljait: ezek ugyanis olyanfajta embert készítenek elő, aki egyszer okvetlenül a mi kezünkbe kerül, akinek mindenképpen a mi kezünkre lesz szüksége.”
Egy huszadik századi magyar filozófus, Mátrai László így értékelte: „Nietzsche jelentősége a filozófiai gondolkodás történetében teljesen nyílt kérdés. Egységes, módszeres állásfoglalást ebben a kérdésben hiába keresnénk. De az a tény, hogy napról napra mind sűrűbben találkozunk nietzschei elemekkel korunk gondolkodásában, arra kényszerít, hogy szemébe nézzünk e kérdésnek: mit jelent Nietzsche a mai filozófiának ...? Nem háríthatjuk el magunktól a kérdést azzal a szokásos óvatossággal, hogy Nietzsche nem filozófus, hanem költő. Nem tehetjük, mert valakinek filozófiatörténeti jelentőségét nem gondolatainak formája, hanem hatékonysága dönti el ... ”

## Művei magyarul

### 1919-ig
- Túl az erkölcs világán...; bev. Henri Lichtenberger, ford. Vályi Bódog; Athenaeum, Budapest, 1907
- Zaratusra. Mindenkinek és senkinek se való könyv; ford. Fényes Samu; fordítói, Budapest, 1907
- Nietzsche Frigyes: Im-ígyen szóla Zarathustra; ford. Wilder Ödön; Grill, Budapest, 1908 (hasonmásban: Göncöl, Budapest, 1988)
- Aforizmák. A Menschliches, Allzumenschliches-ből; ford. Schöpflin Aladár; Lampel, Budapest, 1910 (Magyar könyvtár)
- A tragédia eredete vagy görögség és pesszimizmus; ford., bev. Fülep Lajos; Franklin, Budapest, 1910 (Filozófiai írók tára)
- A vidám tudomány; szemelvényekben ford. Sebestyén Károly; Athenaeum, Budapest, 1919 (Modern könyvtár)

### 1920–1944
- Korszerűtlen elmélkedések / Történelem és élet / Schopenhauer mint nevelő / Wagner Richard Bayreuthben; ford. Miklós Jenő, Wildner Ödön, bev. Wildner Ödön; Révai, Budapest, 1921 (Világkönyvtár)
- Schopenhauer az élet mestere; ford. Varró István; Világirodalom, Budapest, 1921
- Fr. Nietzsche levelei. 1863–1889; vál. Richard Öhler, ford., bev. Strém István és Beke Margit; Fővárosi, Budapest, 1923 (Documenta humana)
- Jón, rosszon túl. Előjáték egy jövőbeli filozófiához; ford. Reichard Piroska; Világirodalom, Budapest, 1924 (Nietzsche válogatott munkái)
- Vidám tudomány; ford. Wildner Ödön; Világirodalom, Budapest, 1926 (Nietzsche válogatott munkái)
- Ecce homo. Művészet és művészek. Modernség; ford. Varró István; Világirodalom, Budapest, 1926 (Nietzsche válogatott munkái)

### 1945–1989
- Gedichte / Versek; ford., bev. Hetényi-Heidelberg Ernő; Halász, Budapest, 1945 (Kétnyelvű könyvtár)
- Friedrich Nietzsche válogatott írásai; vál., bev. Széll Zsuzsa, ford. Szabó Ede; Gondolat, Budapest, 1972 (Gondolkodók)
- A tragédia születése avagy Görögség és pesszimizmus; ford., jegyz. Kertész Imre; Európa, Budapest, 1986 (Mérleg)
- Ifjúkori görög tárgyú írások; jegyz. Horváth Judit, vál., utószó Tatár György, ford. Molnár Anna; Európa, Budapest, 1988
- Friedrich Nietzsche versei; vál. Hajnal Gábor, ford. Csorba Győző et al., utószó Németh G. Béla; Európa, Budapest, 1989 (Lyra mundi)
- A történelem hasznáról és káráról; ford., bev., életrajzi mutató Tatár György, jegyz. E. Bártfai László; Akadémiai, Budapest, 1989 (Hermész könyvek)

### 1990–
- A vándor és árnyéka; ford. Török Gábor; Göncöl, Budapest, 1990
- Ecce homo; ford., jegyz. Horváth Géza; Göncöl, Budapest, 1992
- Az Antikrisztus. Átok a kereszténységre; ford., jegyz., utószó Csejtei Dezső; Ictus, Szeged, 1993
- A tragédia születése avagy Görögség és pesszimizmus; vál., bev., jegyz. Szegő Katalin, ford. Kertész Imre; Kriterion–Polis, Bukarest–Kolozsvár, 1994 (Téka)
- Az értékek átértékelése. Hátrahagyott töredékekből; vál., ford., előszó Romhányi Török Gábor; Holnap, Budapest, 1994
- Ecce homo. Hogyan lesz az ember azzá, ami; ford., jegyz. Horváth Géza; 2. jav. kiad.; Göncöl, Budapest, 1994
- Túl jón és rosszon. Teljes, gondozott szöveg; ford., szerk., sajtó alá rend., jegyz. Tatár György; Ikon, Budapest, 1995 (Matúra Bölcselet)
- Adalék a morál genealógiájához. Vitairat; ford. Romhányi Török Gábor; Holnap, Budapest, 1996
- A vidám tudomány; ford. Romhányi Török Gábor, versford. Csorba Győző et al.; Holnap, Budapest, 1997
- A morál genealógiájához; ford., jegyz. Vásárhelyi Szabó László, bev. Kunszt György; Comitatus, Veszprém, 1998 (Pannon panteon)
- Virradat. Gondolatok az erkölcsi előítéletekről; ford. Romhányi Török Gábor; Holnap, Budapest, 2000
  - (Hajnalpír címen is)
- Így szólott Zarathustra; ford. Kurdi Imre, szerk. Hévizi Ottó; Osiris, Budapest, 2000
- Emberi – túlságosan is emberi; ford. Romhányi Török Gábor; Szukits, Szeged, 2000 (Gondolkodó bölcsek – bölcs gondolatok)
- Wagnerről és Schopenhauerről; ford. Romhányi Török Gábor; Holnap, Budapest, 2001
- „Az új felvilágosodás”. Jegyzetfüzetek az Így szólott Zarathustra keletkezésének idejéből; Osiris, Budapest, 2001
- A hatalom akarása. Minden érték átértékelésének kísérlete; ford. Romhányi Török Gábor; Cartaphilus, Budapest, 2002
- Ecce homo. Hogyan lesz az ember azzá, ami; ford., jegyz. Horváth Géza; 3. átdolg. kiad.; Göncöl, Budapest, 2003
- Bálványok alkonya / Nietzsche kontra Wagner; ford. Romhányi Török Gábor; Holnap, Budapest, 2004
- Korszerűtlen elmélkedések (ford. Bognár Bulcsú, Csatár Péter, Hidas Zoltán, Tatár György, Zoltai Dénes), Atlantisz Könyvkiadó, Budapest, 2004 (Kísértések), ISBN 9789639165731
- Az Antikrisztus; ford. Csejtei Dezső; 2. jav. kiad.; Attraktor, Máriabesnyő-Gödöllő, 2005
- Gedichte / Versek; vál., szerk. Dobos Tamás; ford. Csorba Győző et al.; Lazi, Szeged, 2005
- Nietzsche – a nőkről; vál., jegyz. Klaus Goch, ford. Romhányi Török Gábor, versford. Kalász Márton et al.; Holnap, Budapest, 2006
- Platón és elődei. Előadások és jegyzetek a görög filozófia kezdeteiről; vál., szerk., előszó, bibliogr. Hévizi Ottó, ford. Kurdi Imre, Molnár Anna; Gond-Cura Alapítvány, Budapest, 2007 (Gutenberg tér)
- Friedrich Wilhelm Nietzsche Richard Wagnernek, Georg Brandesnek és Jacob Burckhardtnak írt összes levelei; ford. Óvári Csaba; Attraktor, Máriabesnyő-Gödöllő, 2008
- Emberi, nagyon is emberi. Könyv szabad szellemek számára; ford. Horváth Géza; Osiris, Budapest, 2008
- Friedrich Nietzsche válogatott levelei. 1861. január–1889. január; vál., ford. Romhányi Török Gábor; Holnap, Budapest, 2008
- Hajnalpír. Gondolatok a morális előítéletekről; ford. Óvári Csaba; Attraktor, Máriabesnyő-Gödöllő, 2009 
  - (Virradat címen is)
- Virradat. Gondolatok az erkölcsi előítéletekről; ford. Romhányi Török Gábor; 2. jav. kiad.; Holnap, Budapest, 2009
- Jón és gonoszon túl. Egy jövőbéli filozófia előjátéka; ford. Óvári Csaba; Attraktor, Máriabesnyő-Gödöllő, 2010
- A bálványok alkonya avagy Miként filozofálunk a kalapáccsal; ford. Óvári Csaba; Attraktor, Máriabesnyő-Gödöllő, 2010
- A morál genealógiája. Vitairat; ford., jegyz., utószó Óvári Csaba; Attraktor, Máriabesnyő, 2011
- Aforizmák; ford. Schöpflin Aladár; Fraternitas Mercurii Hermetis, Onga, 2011
- Művelődési intézményeink jövőjéről. Hat nyilvános előadás; ford., jegyz. Óvári Csaba, utószó Csejtei Dezső; Attraktor, Máriabesenyő, 2011
- Igazságról és hazugságról nem-morális értelemben; ford., jegyz., utószó Óvári Csaba; Attraktor, Máriabesnyő, 2012
- Emberi, nagyon is emberi. Vegyes vélemények és mondások. A vándor és az árnya. Könyv szabad szellemek számára. Második kötet; ford. Horváth Géza; Cartaphilus, Budapest, 2012
- Vegyes nézetek és mondások; ford., jegyz., utószó Óvári Csaba; Attraktor, Máriabesnyő, 2012
- A dionüszoszi világszemlélet; ford., jegyz., utószó Óvári Csaba; Attraktor, Máriabesnyő, 2013
- Önéletrajzi írások; ford., jegyz., utószó Óvári Csaba; Attraktor, Máriabesnyő, 2014
- Jegyzetek a kései hagyatékból; Attraktor, Máriabesnyő, 2014–2016
  - A kereszténységről; ford., jegyz., utószó Óvári Csaba; 2014
  - A morálról; ford., jegyz., utószó Óvári Csaba; 2016
  - A hatalom akarásáról és az örök visszatérésről; ford., jegyz., utószó Óvári Csaba; 2016
- Bálványok alkonya. Avagy hogyan filozofálunk kalapáccsal; ford., jegyz. Horváth Géza; Helikon, Budapest, 2015 (Helikon zsebkönyvek)
- A vidám tudomány. "La gaya scienza". Új kiadás függelékkel: Vogelfrei herceg dalai; ford., jegyz., utószó Óvári Csaba; Attraktor, Máriabesnyő, 2018
- A tragédia születése; ford. Kurdi Imre, Tatár Sándor; Szenzár, Budapest, 2019
- Hajnalpír; ford., jegyz. Horváth Géza; Szenzár, Budapest, 2021
  - (Virradat címen is)
- Levelek Richard Wagnerhez, Georg Brandeshez és Jacob Burckhardthoz; ford. Óvári Csaba; Attraktor, Máriabesnyő, 2022

## Alakja játékfilmben
- 1977: Al di là del bene e del male („Túl jón és rosszon”), Liliana Cavani rendező francia filmdrámája. Nietzschét Erland Josephson, Lou Andreas-Salomét Dominique Sanda, Paul Rée-t Robert Powell alakítja.[27]

### Internet
- Életrajza és művei
- Életrajza (Hegedűs Géza)
- Elhagyatva c. verse magyarul és németül – Bábel Web Antológia
- Friedrich Nietzsche művei a Magyar Elektronikus Könyvtárban

### Életrajz
Nietzsche mindmáig legrészletesebb magyar nyelvű életrajzát és műveinek ismertetését Báró Brandenstein Béla készítette el 1942-ben. A könyvet 2002-ben fakszimile kiadásban ismét megjelentették.
- Báró Brandenstein Bélaː Nietzsche, Szent István Társulat, Budapest, 1942, 503 p (reprint kiadásː Szent István Társulat, Budapest, 2002, ISBN 963-361-406-6)

### Tanulmányok
- Vetési József: Egy föltámasztott filozófus. In: Bölcseleti Folyóirat XVI (1901)
- Förster-Nietzsche Erzsébet: Nietzsche betegsége. In: Budapesti Napló (1900. január 10.)
- Kisujfalusi Wildner Ödön: Nietzsche-irodalom. In: Huszadik Század I/II (1900/10), pp. 397–406.
- Eric Blondel: A nietzschei alapprobléma és előzményei. Ford.: Kányádi András. In: Ex Symposion (Nietzsche különszám) III. (1994), pp. 91–95.
- Bohár András: Dékadence és egészség között. – megjegyzések a Nietzscheinterpretáció kérdéséhez az Ecce homo kapcsán -. In: Ex Symposion (Nietzsche különszám) III. (1994), pp. 74–78.
- Buji Ferenc: Te is fiam, Nietzsche? In: Életünk LIII/9. (2015), pp. 1–28.
- Bora Cocic: Rogozsin, Nietzsche terve szerint. Ford.: Kis Csepegi Endre. In: Ex Symposion (Nietzsche különszám) III. (1994), pp. 131–138.
- Werner J. Dannhauser: Friedrich Nietzsche (pp. 450–479.) Ford.: Mezei György. In: A politikai filozófia története. II. kötet. Budapest: Európa 1994, p. 618
- Dörömbözi János: A filozófia története és elmélete II. (Nietzsche, pp. 238250.) Budapest: Nemzeti Tankönyvkiadó, 1994, p. 335
- Mihailo Duric: Nietzsche filozófiaművészete. Ford.: Rajsli Emese. In: Ex Symposion (Nietzsche különszám) III. (1994), pp. 62–73. (melléklet) 2.
- Hamvas Béla: Nietzsche és a Georgekör. In: Ex Symposion (Nietzsche különszám) III. (1994), pp. 169–174.
- Heidegger Martin: Nietzsche metafizikája. Ford.: Sarankó Márta. In: Ex Symposion (Nietzsche különszám) III. (1994), pp. 42–54.
- Heller Ágnes: Nietzsche és Parsifal. Prolegomena egy személyiségetikához. Ford.: Módos Magdolna. In: Hiány V/1 (1994), pp. 22–27.
- Heller Ágnes: Nietzsche és a Parsifal. Prolegomena egy személyiségetikához; ford. Módos Magdolna; Századvég–Gond, Budapest, 1994 (Horror metaphysicae)
- Karl Jaspers: Történelem és jelenkor. Ford.: S. M. In: Ex Symposion (Nietzsche különszám) III. (1994), pp. 36–41.
- Kiss Endre: A felvilágosodás fogalma Friedrich Nietzsche filozófiájában. In: Magyar Filozófiai Szemle XXXVIII/5-6 (1994), pp. 677–685.
- Kiss Endre: Nietzsche felvilágosodása. In: Magyar Hírlap XXVII/242 (1994), pp.
- Kocziszky Éva: Heller Ágnes: Nietzsche és Parsifal című művéről. In: BUKSZ VI/4 (1994), pp. 506–508.
- Pató Attila: Nietzsche és Lukács: egy paradoxon csapdájában. In: Ex Symposion (Nietzsche különszám) III. (1994), pp. 128–130:
- Bertrand Russell: Nietzsche. (pp. 623632.) In: Bertrand, Russell: A nyugati filozófia története. Ford.: Kovács Mihály. Budapest: Göncöl Kiadó, 1994, p. 720 különszám) III. (1994), pp. 120–121.
- Kunszt György: Heidegger Nietzsche nihilizmus-felfogásáról. (pp. 234–250.) In: Kunszt György: A hagyomány jövője. [Pannon Panteon Veszprém: Comitatus 1995, p.
- Henning Ottmann: Nietzsche viszonya az antik és modern felvilágosodáshoz. Ford.: Egyedi András. In: Athenaeum III. kötet/1. füzet (1995), pp. 216–244.
- Szabó László: Humanizmus és Nietzsche. In: Kellék (Nietzsche különszám) II/3. (1995), pp. 12–15.
- Szabó Zsolt: Az élet fogalma Nietzsche filozófiájában. In: Kellék II/2. (1995), pp. 7–10.
- Tatár György: Friedrich Wilhelm Nietzsche. (pp. 325–328.) In: 33 híres bölcseleti mű. Budapest: Móra Könyvkiadó 1995, p. 455.
- Tatár György: Imigyen szóla Zarathustra. (pp. 338–346.) In: 33 híres bölcseleti mű. Budapest: Móra Könyvkiadó 1995, p. 455.
- Wildner Ödön: Nietzsche romantikus korszaka; Budapest, Grill Károly Könyvkiadóvállalata, 1908, 2. kiadás
- Lev Sesztov: Dosztojevszkij és Nietzsche; ford. Patkós Éva, Czesław Miłosz utóford. M. Nagy Miklós; Európa, Budapest, 1991
- Friedrich Nietzsche élete és munkássága vallomások és dokumentumok tükrében; bem. Ivo Frenzel, ford. Horváth Géza; Pesti Szalon, Budapest, 1993
- Nietzsche-tár. Szemelvények a magyar Nietzsche-irodalomból 1956-ig; vál., szerk. Kőszegi Lajos, társszerk. Kunszt György, Laczkó Sándor; Comitatus, Veszprém, 1996 (Pannon panteon)
- Volker Gerhardt: Friedrich Nietzsche; ford. Csatár Péter, utószó Rózsa Erzsébet; Latin Betűk, Debrecen, 1998
- Barbara Smitmans-Vajda: Dionüszosz philoszophosz. Nietzsche – bolond és művész. Th. de Quincey, Ch. Baudelaire, St. Zweig, S. Freud, R. M. Rilke, P. Modersohn-Becker, B. Waldenfels és mások társaságában; ford. Vajda Mihály; Osiris, Budapest, 1999 (Horror metaphysicae)
- Gilles Deleuze: Nietzsche és a filozófia; ford. Kovács András Bálint, Moldvay Tamás; Gond Alapítvány–Holnap, Debrecen–Budapest, 1999 ISBN 963-346-311-4
- Dave Robinson: Nietzsche és a posztmodern; ford. Kodaj Dániel; Alexandra, Pécs, 2002 (Posztmodern találkozások)
- Tanulmányok Nietzsche Így szólott Zarathustrájának új magyar fordításához; szerk. Biczó Gábor, Sutyák Tibor; Osiris–Gond Alapítvány, Budapest, 2000
- Biczó Gábor: A tragédia délelőttje – az ifjú Nietzsche filozófiai perspektivizmusa; Osiris, Budapest, 2000 (Doktori mestermunkák)
- Tatár György: Az öröklét gyűrűje. Nietzsche és az örök visszatérés gondolata; 2. jav. kiad.; Osiris, Budapest, 2000 (Horror metaphysicae)
- Kiss Irén: Nietzsche Zarathustrája az ezredfordulón; Universitas Kulturális Alapítvány, Budapest, 2000
- A gondolkodó a színpadon. Nietzsche materializmusa / Peter Sloterdijk: A Jó Hír megjavításáról. Nietzsche ötödik "Evangéliuma"; ford. Bendl Júlia, Kurdi Imre, előszó Vajda Mihály; Helikon, Budapest, 2001 (Helikon huszonegy)
- Csejtei Dezső: Filozófiai etűdök a végességre. Schopenhauer, Kierkegaard és Nietzsche a halálról; Veszprémi Humán Tudományokért Alapítvány, Veszprém, 2001 (Carmen saeculare)
- Rüdiger Safranski: Nietzsche. Szellemi életrajz; ford. Györffy Miklós, bibliográfia Ábrahám Zoltán; Európa, Budapest, 2002 (Életek & művek)
- Dave Robinson: Nietzsche és a posztmodern; ford. Kodaj Dániel; Alexandra, Pécs, 2002 (Posztmodern találkozások)
- Kunszt György: Nihil és ámen. Nietzsche-reflexiók; Gond-Cura Alapítvány–Palatinus, Budapest, 2002 (Gutenberg tér)
- Joachim Köhler: Friedrich Nietzsche és Cosima Wagner. Az alávetettség iskolája; ford. Romhányi Török Gábor; Holnap, Budapest, 2005
- Kiss Endre: Friedrich Nietzsche evilági filozófiája. Életreform és kriticizmus között; Gondolat, Budapest, 2005
- Paul de Man: Az olvasás allegóriái. Figurális nyelv Rousseau, Nietzsche, Rilke és Proust műveiben; ford. Fogarasi György; 2. jav. kiad.; Magvető, Budapest, 2006
- Gyenge Zoltán: Zarathustra és Viktor Eremita. Esszék és tanulmányok; Veszprém Humán Tudományokért Alapítvány, Veszprém, 2006
- Tényi Tamás: Nietzsche és a pszichológia; PTE, Pécs, 2007
- Schwendtner Tibor: Eljövendő múlt. Genealógia Nietzschénél, Husserlnél és Heideggernél; L'Harmattan–Magyar Daseinanalitikai Egyesület, Budapest, 2011 (Dasein könyvek)
- Érzéki tapasztalat és kritikai gondolkodás. Nietzsche-symposion A tragédia születése megjelenésének 140. évfordulója alkalmából; szerk. Fenyvesi Kristóf, Orbán Jolán; Jelenkor, Pécs, 2012
- Hévizi Ottóː Idő és szinkretizmus. Állandó tekintettel Nietzschére; Pesti Kalligram, Budapest, 2013
- Georg Simmel: Schopenhauer és Nietzsche. Előadás-sorozat; ford. Berényi Gábor; Gondolat, Budapest, 2020

## Kapcsolódó szócikk
- Lou Andreas-Salomé